# Троицкий (Петровский район)
Тро́ицкий — посёлок в Петровском районе Тамбовской области России. Входит в Петровский сельсовет.

## География
Расположен в 1,5 км к западу от райцентра села Петровского.

## Население
| 2010 |
| ---- |
| 45   |

## История
Был основан в 1920-х годах переселенцами из нынешнего Грязинского района Липецкой области (сёл Головщино, Ярлуково и других). До войны здесь были построены всего несколько домов. Потом, в 1950-е годы, в Троицком возвели ещё более десяти зданий.
Название посёлка связано с некоей Троицкой церковью или Троицкой иконой, которая была чтима среди переселенцев.
Со второй половины XX века в черту Троицкого входит бывший посёлок Коммуна, который находился на северо-западе от Троицкого.

## Достопримечательности
В центре посёлка есть пруд.